# Kfar Saba
Kfar Saba (tiếng Do Thái: כפר סבא) là một thành phố ở vùng Sharo của Israel. Thành phố Kfar Saba thuộc quận Trung tâm. Thành phố Kfar Saba có diện tích km2, dân số là 83.600 người (năm 2009).

## Lịch sử
Nguồn gốc của cái tên này vẫn còn là bí bẩn - trong tiếng Hebrew nó có nghĩa là 'ngôi làng của cha ông'.

### Cổ đại
Kfar Saba (tên gọi cổ đại là Capharsaba) là một khu định cư quan trọng trong thời kỳ Đền thờ thứ hai ở khu vực Judea, nó được đề cập lần đầu tiên trong các ghi chép của Josephus, trong đó ghi nhận sự kiện Alexander Jannaeus cố gắng ngăn chặn một cuộc xâm lược từ phía bắc do Antiochus thực hiện (Antiquities, sách 13, chương 15). Kfar Saba còn xuất hiện trong kinh Talmud và đề cập đến việc đánh thuế bắp và cây Ficus sycomorus ở Capharsaba. Kfar Saba còn được đề cập tới trên tấm Tranh khảm của Rehob, văn thư Talmud cổ nhất được biết đến, vốn có niên đại vào khoảng thế kỷ thứ 3 C.E.
Các cuộc khai quật được tiến hành tại khu vực này đã gíup phát lộ ra tàn tích của một nhà tắm La Mã lớn. Trong thời kỳ Byzantine các tàn tích của nhà tắm được chuyển đổi thành hồ cá, và sau này thành các cơ sở công nghiệp.

### Thời kỳ Trung cổ
Sau Cuộc viễn chinh Levant của Hồi giáo vào thế kỷ thứ 7, ngôi làng Ả Rập Kafr Saba được thành lập trong khu vực. Khoảng năm 985 C.E. Al-Muqaddasi mô tả nơi đây là một ngôi làng với một đền thờ hồi giáo lớn trên đường đi tới Damascus. Năm 1047, Nasir-i-Khusraw miêu tả đây là một thị trấn trên đường đi tới Ramla trù phú cây fig và olive.

### Thời kỳ Ottoman

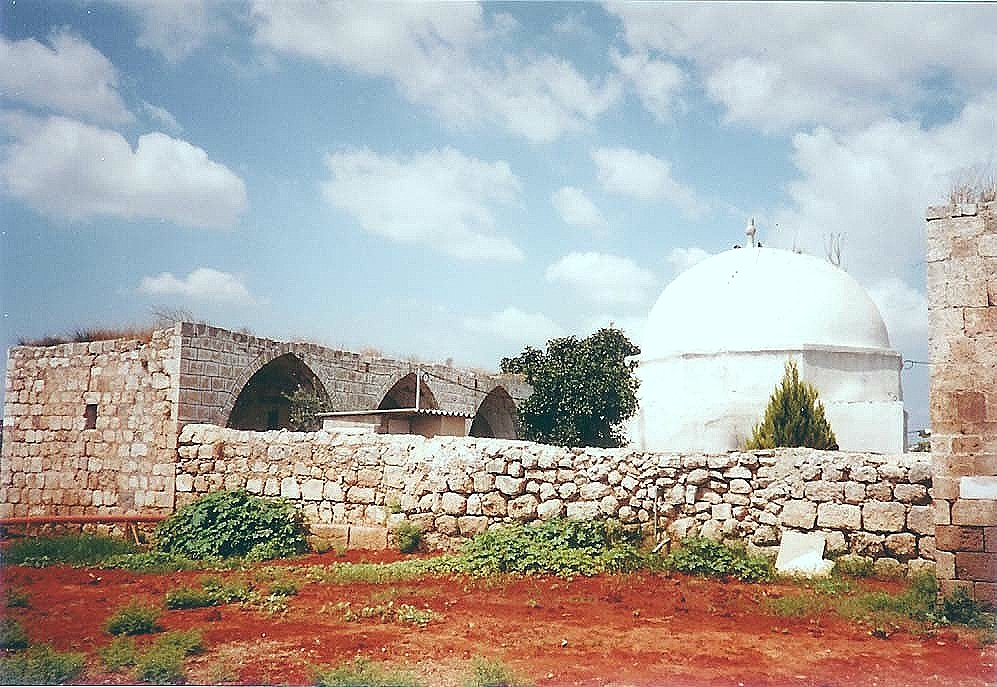
Mausoleum of Nabi Yamin/Benjamin's Tomb

Ngôi làng tiếp tục tồn tại trong thời kỳ Đế quốc Ottoman thống trị toàn vùng Levant. Năm 1596, Kafr Saba là nơi sinh sống của 42 gia đình Hồi giáo. Trong thập niên 1870, nơi đây được mô tả là "một ngôi làng bùn có kích thước tương đối bao quanh bởi các hồ bùn và có nguồn nước tốt ở các giếng Neby Yemin, nằm về phía đông."
Năm 1898, thị trấn Do Thái Kfar Saba được thành lập như là một moshava với 7,500 dunams đất đai mua lại từ ngôi làng của người Ả Rập. Bất chấp những quảng cáo hấp dẫn đến từ Jerusalem và London, những nỗ lực bán những phần đất nhỏ ở đây không thành công, do đất đai nằm ở vùng biệt lập, cách xa các cộng đồng Do Thái khác. Pasha của Ottoman đặt tại Nablus, quản lý vùng đất này, đã từ chối cấp phép xây dựng ở đây, nên những người định cư đầu tiên sống trong những ngôi nhà bằng đất sét và rơm. Họ kiếm sống bằng trồng quả hạnh nhân, nho và olives. Một cái giếng được đào vào năm 1906. Phần lớn lao động chân tay tại đây là những nông dân đến từ Qalqilya. Năm 1910, một bảo vệ người Ả Rập được những chủ đất thuê bắn một nhóm ăn trộm hạnh nhân đến từ Qalqilya, và giết chết một tên. Sau đó một băng đảng Ả Rập đã tiến vào Kfar Saba, đánh đập cư dân, phá hủy và cướp bóc dụng cụ, và giam giữ những bảo vệ người Do Thái. Tình hình được tháo gỡ khi lực lượng viện binh từ Petah Tikva đã đến, và một hiệp định hòa bình được thảo luận. Cuộc tấn công này đã gây ra sự chú ý của công chúng với cộng đồng Do Thái ở Palestine và khắp thế giới, và dẫn đến việc biến Kfar Saba thành một khu định cư vĩnh viễn, ngay cả khi không có giấy phép xây dựng. Năm 1912, việc xây dựng mười hai căn nhà một tầng dọc theo con đường hiện nay có tên là Herzl được tiến hành. Những căn nhà này được ngụy trang do thiếu giấy phép xây dựng. Công trình được hoàn thành vào năm 1913.
Khi Thế chiến I nổ ra vào năm 1914, các giới chức Ottoman đã sách nhiễu cư dân ở đây, tịch thu gia súc và mùa màng. Nạn châu chấu Palestine 1915 đã phá hủy vụ mùa rau quả trong khu vực. Trước khi Kfar Saba phục hồi hoàn toàn, khoảng một nghìn người tị nạn Do Thái của trục xuất Tel Aviv và Jaffa đã di chuyển tới đây. Một vài căn nhà của thị trấn không đáp ứng đủ nhu cầu lớn lao của người tị nạn, và nhiều người trong số họ qua đời vì điều kiện vệ sinh tồi tệ.
Trong chiến dịch Palestine trong cuộc chiến, Kfar Saba trở thành tiền tuyến nơi Tướng Edmund Allenby của Quân đội Anh và quân đội Ottoman đối đầu với nhau trong suốt một năm, và cho đến khi người Anh chiến thắng vào tháng 9 năm 1918, nơi này đã bị phá hủy hoàn toàn.

### Ủy trị Anh quốc

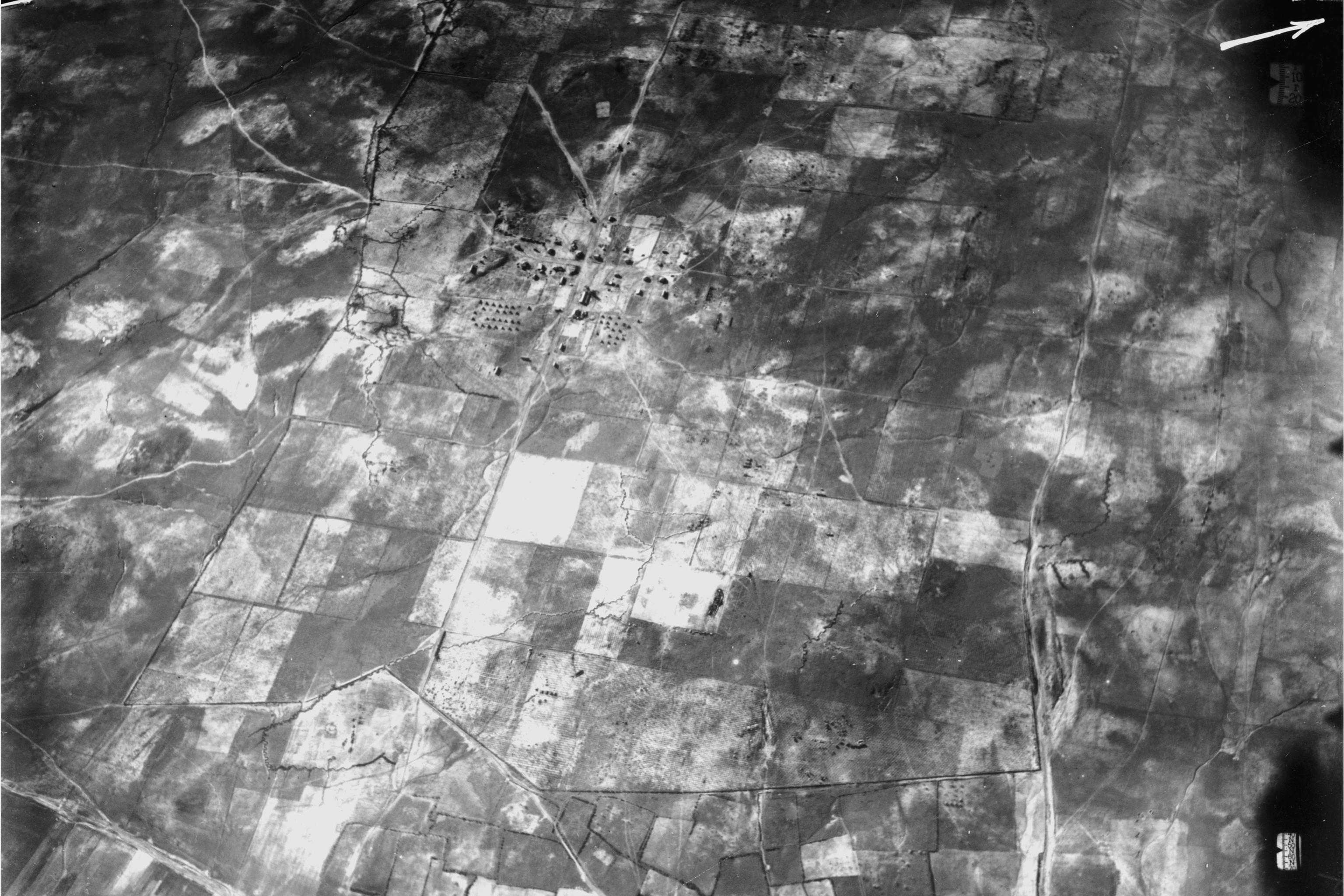
Aerial photograph of Kfar Saba taken by the German Air Force during World War I

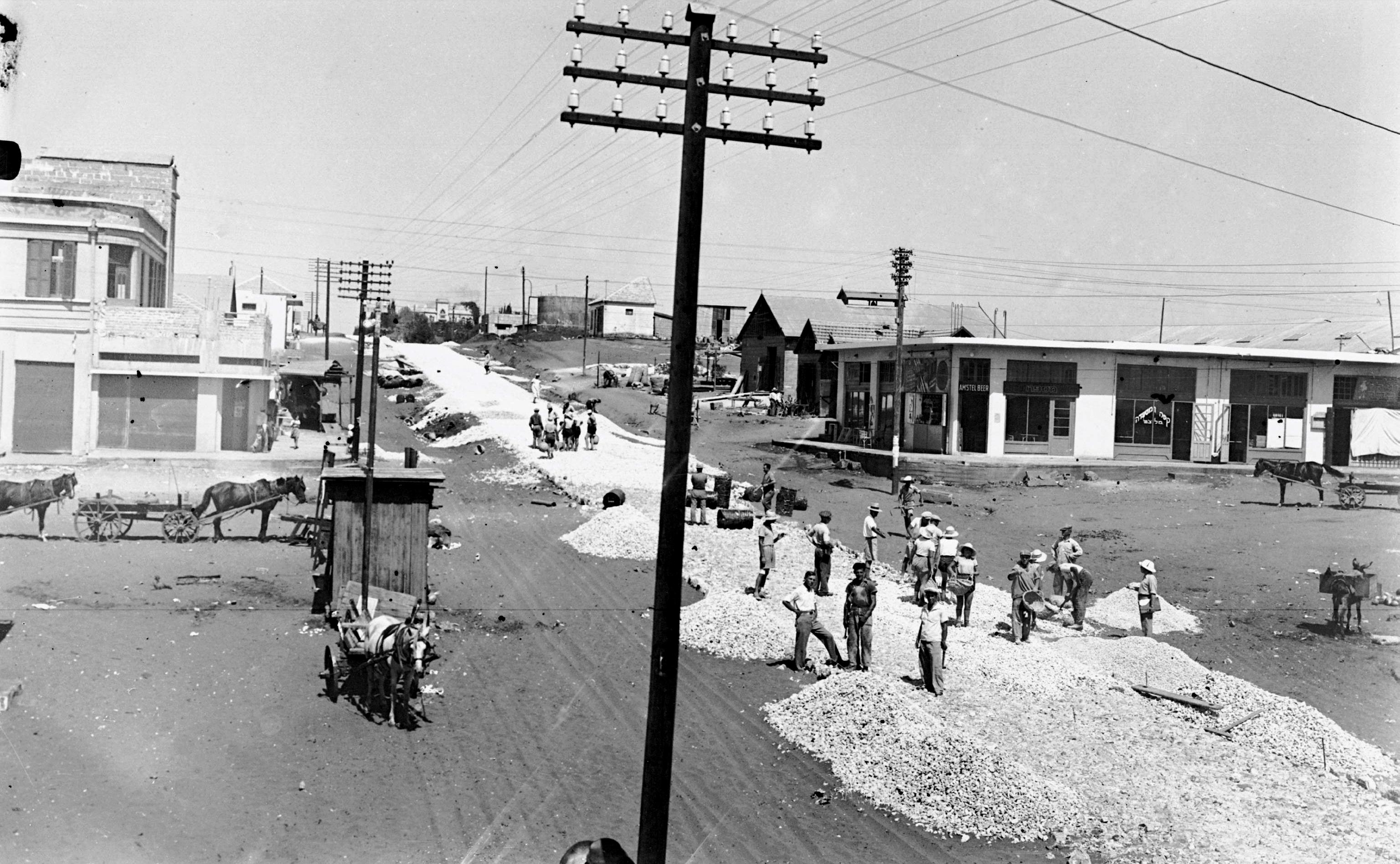
Paving a street in Kfar Saba, 1929

Sau khi Kfar Saba bị phá hủy trong thế chiến I, các cư dân bắt đầu xây dựng lại thị trấn. Trong cuộc bạo loạn Jaffa 1921, Kfar Saba, vốn là một trị trấn nhỏ và biệt lập, đã được sơ tán theo mệnh lệnh của Haganah. Nơi này bị tấn công trong các cuộc bạo loạn. Tháng 5 năm 1921 những cư dân ban đầu quay trở lại, và nhận thấy nhà của họ đã bị cướp phá và thiêu rụi. Họ bắt đầu xây dựng lại thị trấn lần thứ ba, và lần này thị trấn đã phục hồi một cách chậm chạp so với hai lần trước. Năm 1924 những người định cư khác đã tìm đến Kfar Saba. Trong khoảng thời gian này moshava bắt đầu tái phát triển trồng trọt cây chanh để thay thế almonds. Những cuộc bầu cử hội đồng địa phương đầu tiên được tổ chức. Năm 1930, thị trấn có dây số là 1,405 người sống trong 207 ngôi nhà, và có 2,000 dunam vườn cây ăn trái. Thập niên 1930 chứng kiến sự phát triển mạnh mẽ ở Kfar Saba, nhưng nơi này đã phải hứng chịu các cuộc tấn công trong Đại nổi dậy Ả Rập năm 1936-1939. Năm 1939, thị trấn có dân số 3,000. Nơi này tiếp tục mở rộng trong thập niên 1940. Từ năm 1943 trở đi, thị trấn bắt đầu là nơi tiếp nhận những người tị nạn Do Thái chạy trốn khỏi cuộc Diệt chủng Holocaust, và những người nhập cư đến từ Yemen, Libya, và Thổ Nhĩ Kỳ. Các đơn vị nhà ở mới được xây dựng nhằm cung cấp chỗ ở cho những người này. Năm 1945, "Onim" ngôi làng thanh niên được thành lập ở Kfar Saba. Trong thập niên 1940, các chi nhánh của Haganah và Lehi hoạt động ở Kfar Saba.
Tháng 8 năm 1947, một người đàn ông Do Thái được tìm thấy bị bắn chết bên ngoài thị trấn. Trong tháng 12 năm 1947, khi Nội chiến ở Palestine giữa các cộng đồng Ả Rập và Do Thái đang diễn ra, các lãnh đạo Ả Rập và Do Thái trong khu vực cam kết hòa bình giữa những cộng đồng ở địa phương này. Trong những tháng sau đó, Kfar Saba dân quân Ả Rập địa phương gần Kafr Saba tấn công. Quân đội Giải phóng Ả Rập (ALA), bao gồm những tình nguyện viên đến từ các nước Ả Rập láng giềng, đã cử binh lính đến hỗ trợ các cuộc tấn công. Kfar Saba đồng thời là mục tiêu của các cuộc tấn công từ các ngôi làng Ả Rập trong khu vực. Những người lao động Do Thái bị tấn công khi đang trên đường đi làm tới các cánh đồng, nằm trong nỗ lực nhằm cắt đứt đường giao thông ở nơi này.
Ngày 13 tháng 5 năm 1948, một ngày trước khi Israel tuyên bố độc lập, các lực lượng Do Thái chiếm lấy ngôi làng Ả Rập Kafr Saba. Cư dân Ả Rập rời đi trước lực lượng Do Thái.

### Quốc gia Israel
Vào tháng 5 năm 1948, khi Israel tuyên bố độc lập, Kfar Saba có dân số xấp xỉ 5,500. Sau chiến tranh, nơi này mở rộng nhanh chóng do nhiều người Do Thái nhập cư đến từ các quốc gia Hồi Giáo đến đây, và nhiều dự án nhà ở được xây cất cung cấp chỗ ở cho họ. Thị trấn được mở rộng ra các khu vực sa mạc xung quanh ngôi làng Kafr Saba ban đầu, khu vực này ngày nay có tên là Shikun Kaplan. Đến thời điểm này, họ nhận ra rằng chỉ một mình nông nghiệp không thể nuôi sống cộng đồng, một khu công nghiệp được thành lập. Năm 1953, dân số ở đây khoảng 15,000. Bệnh viện Meir được mở năm 1956. Sự phát triển nhanh chóng của thị trấn làm cho hiện trạng moshava của nơi này trở nên lỗi thời, và nơi này được nâng cấp thành phố vào năm 1962, với trưởng hội đồng địa phương Mordechai Surkis là thị trưởng đầu tiên. Dân số của thành phố đã là 19,000 tại thời điểm đó. Sau khi nhận được quy chế thành phố, một tòa án, trụ sở cảnh sát và các văn phòng Nha Bảo hiểm Quốc gia và Nha Thuế Israel được thành lập ở Kfar Saba. Nông nghiệp tiếp tục suy giảm trong cơ cấu kinh tế của thành phố khi mà nhiều nhà máy được xây dựng. Mặc dù vậy, thành phố vẫn có hàng ngàns of acres cây ăn trái vào cuối thập niên 1960.
Trong Chiến tranh Sáu ngày diễn ra vào năm 1967, hai khu vực ngoại ô ở Kfar Saba bị pháo binh Jordan bắn phá, và một cuộc tấn công vào nhà máy bởi các phi cơ Jordan đã giết chết bốn công nhân. Sau chiến tranh, dân số tăng lên nhờ vào những người nhập cư đến từ khu vực Gush Dan và Liên Xô vào đầu thập niên 1970, thành phố tiếp nhận nhiều người và do đó thiết lập một trung tâm nhập cư. Năm 1977, Kfar Saba có dân số 35,000.
Kfar Saba nằm sát gần Đường Xanh cạnh thành phố Palestine Qalqilya. Trong những khoảng thời gian tương đối hòa bình, các cư dân của Kfar Saba mua sắm ở Qalqilya: việc này đã chấm dứt khi Intifada lần thứ nhất nổ ra vào năm 1987. Trong những năm sau đó, Kfar Saba thường xuyên trở thành một mục tiêu của các cuộc tấn công khủng bố. Tháng 5 năm 2001, một kẻ đánh bom tự sát người Ả Rập Palestine mang một dây chất nổ giết chết một bác ĩ và làm bị thương 50 tại một trạm xe buýt ở Kfar Saba. Tháng 3 năm 2002, một kẻ khủng bố Palestine nổ súng vào những người đi đường tại một giao lộ chính, giết chết một bé gái Israel và làm bị thương 16 người trước khi bị bắn chết. Tháng 4 năm 2003, một kẻ đám bom tự sát Palestine đã làm nổ tung chính mình tại một trạm xe lửa ở Kfar Saba trong giờ cao điểm, giết chết một nhân viên an ninh và làm bị thương 10 người đi đường.